# Retssikkerhedsfonden
Retssikkerhedsfonden er en almennyttig organisation, som formelt blev stiftet i juni 2006. Den har til formål at fremme viden om samt forståelse og respekt for retsstatsprincippernes betydning for den demokratiske stat. Dette skal ske blandt andet ved at støtte og inspirere til forskning og formidling, afholdelse af seminarer m.v.